# Veliki Trnovac
Veliki Trnovac (srbsky Велики Трновац, albánsky Tërnoc i Madh) je vesnice v jižní části Srbska, administrativně spadající pod opštinu Bujanovac. Leží nedaleko rovinaté krajiny širokého údolí řeky Južna Morava, na obou stranách potůčka Trnovačka reka, v místě, kde uvedená řeka opouští hlubokou horskou soutěsku a vniká do uvedeného údolí.
Z národnostního hlediska je obyvatelstvo v drtivé většině albánské národnosti (cca 99 %). V roce 2022 zde žilo 11 762 lidí. Počet obyvatel zde neustále roste a věkový průměr zde je podstatně nižší, než ve zbytku Srbska.
Ve vesnici stojí dvě mešity (název nesou podle místních částí) a také pravoslavný kostel Konstantina I. a císařovny Heleny. Také zde je fotbalové hřiště, na kterém hraje klub FK Trnovac/KF Tërnoci.
V roce 1878 probíhala u této vesnice hranice mezi Srbskem a Osmanskou říší.